# Jaime Contreras
Jaime Contreras Contreras es un historiador español.

## Biografía
Nacido en la provincia de Guadalajara.
Ha sido profesor en la Universidad Autónoma de Madrid y en la Universidad de Alcalá, donde es catedrático de Historia Moderna (actualmente emérito). Es especialista en la sociedad de la Contrarreforma y en la Inquisición española, a la que ha dedicado gran parte de sus trabajos. También se ha dedicado a la microhistoria, destacando su trabajo sobre los conflictos sociales producidos por las luchas entre las facciones de sotos y riquelmes en las ciudades de Murcia y Lorca en el siglo XVI (plasmada en su libro Sotos contra Riquelmes. Regidores, inquisidores y criptojudíos, 1992)